# SIG P210
SIG P210 (SIG SP/49) — самозарядний пістолет, який був розроблений в 1947 році швейцарською збройовою компанією SIG. Модель P210 відома своєю надійністю і якістю деталей, але, в той самий час, високою ціною виробництва.
У цілому пістолет SIG P210 належить до числа найточніших та найнадійніших пістолетів свого часу, оскільки дозволяє вести прицільний вогонь на відстань понад 100 метрів.

## Історія
На початку 40-х років XX століття швейцарська армія проводила конкурс на найкращий штатний пістолет. Фіналістами швейцарського конкурсу, який тривав з 1943 по 1947 рік, став пістолет SP 47/8, виробництва приватної компанії SIG (вироблявся на заводі Swiss Arms), і пістолет W+F 47, виробництва державної компанії — Бернського арсеналу. За результатами скрупульозних тестувань і випробувань пістолет незалежного виробника виявився кращим, тому саме SIG SP/49 (в 1957 році перейменований на SIG P210) у 1949 році був прийнятий на озброєння Армії Швейцарії, де експлуатувався до 1975 року.
Перспективний проект зацікавив не тільки швейцарських військових: у 1947 році пістолет під найменуванням Pistol M/49 був прийнятий на озброєння Данії, а в 1948 році його закупила для потреб внутрішніх військ Швеція. На початку 1950-х років SIG P210 також був прийнятий на озброєння прикордонних військ ФРН під найменуванням P2 (пізніше назву змінили на SIG P210-4).

## Конструкція

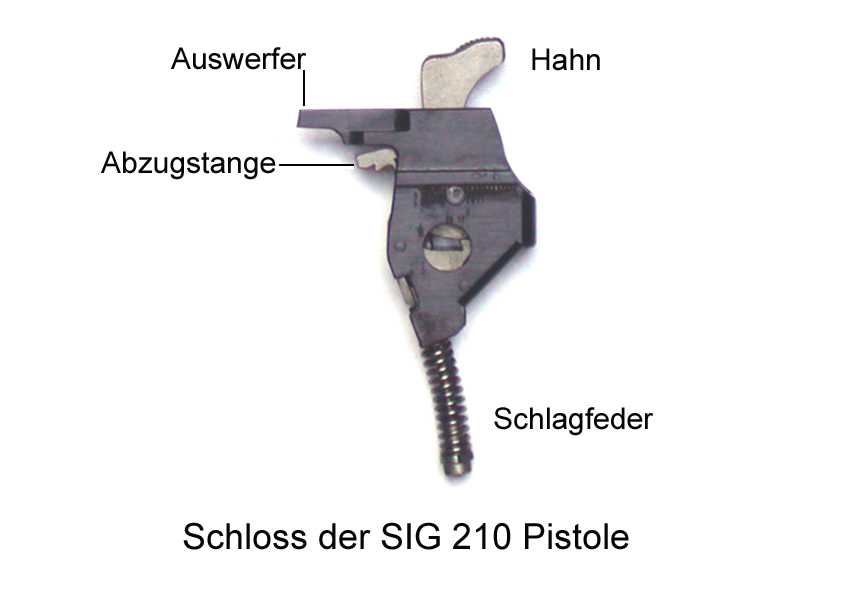
Ударно-спусковий механізм пістолета SIG P210

Пістолет SIG P210 заснований на основі автоматики з використанням енергії віддачі короткого ходу ствола. Замикання здійснюється за допомогою ствола, який знижується, при взаємодії фігурного вирізу, який знаходиться під казенником, з віссю важеля затворної рами. Рама і затвор виконані з високоякісної сталі. Напрямні для затвора зроблені на внутрішньому боці рамки, що в взаємодії з точно підігнаними деталями дозволяє уникнути виникнення люфтів — така конструкція допомагає підвищити надійність і точність зброї, збільшити термін служби пістолета. Ударно-спусковий механізм -курковий, одинарної дії. Запобіжник виконаний на рамці пістолета зліва, його важіль частково схований під лівою щічкою руків'я. УСМ пістолета виконаний в вигляді окремого модулю (таку конструкцію в 1935 році запатентував Шарль Петтер). Прицільні пристосування на армійському варіанті пістолета — відкриті, нерегульовані, встановлені на затворі в пазах «ластівчин хвіст». Засувка магазина міститься при основі спускової скоби. Щічки руків'я — дерев'яні з масивним горизонтальним рифленням, або пластикові.

## Оператори
- Швеція — використовувався ЗС Швеції;
- Швейцарія — використовувався Швейцарською Армією;
- Данія — використовувався ЗС Данії;
- ФРН — використовувався прикордонними військами та GSG 9;
- Казахстан — використовується з 2007 року;
- Монако — використовувався ЗС Монако;
- Латвія — використовувався ЗС Латвії.